# الکساندر کی
الکساندر هیل کی (به انگلیسی: Alexander Hill Key) (زاده ۲۱ سپتامبر ۱۹۰۴– درگذشت ۲۵ ژولای ۱۹۷۹) یک نویسنده داستان علمی–تخیلی آمریکایی بود که بیشتر کتاب‌هایش برای مخاطبان خردسال بود.
او بین سال‌های ۱۹۲۱–۱۹۲۳ در مدرسه مؤسسه هنر شیکاگو، ایلینوی تحصیل کرد. او پیش از نویسنده شدن به عنوان یک تصویرگر مشهور در سطح ملی شناخته می‌شد. او پس از شروع نوشتن رمان برای جوانان، خانواده خود را به کوه‌های کارولینای شمالی منتقل کرد و بیشتر کتابهای وی شامل آن منظره وحشی و ناهموار است.

## آثار

### فقط به عنوان تصویرگر
- In the Light of Myth: Selections from the World's Myths, compiled and interpreted by Rannie B. Baker (1925) اُسی‌ال‌سی ۵۹۳۲۳۲
- Real Legends of New England, G. Waldo Browne (1930) اُسی‌ال‌سی ۱۷۱۰۹۱۸
- The Book of Dragons, selected and edited by O. Muiriel Fuller (1931) اُسی‌ال‌سی ۲۳۹۱۵۲۹
- Suwannee River: Strange Green Land, Cecile Hulse Matschat (1938) اُسی‌ال‌سی ۴۸۴۴۵۴

### به عنوان نویسنده
- The Red Eagle: A Tale for Young Aviators (1930) اُسی‌ال‌سی ۳۴۴۲۶۰۰
- Liberty or Death (1936)
- With Daniel Boone on the Caroliny Trail (1941)
- The Wrath and the Wind (1949)
- Island light (1950)
- Sprockets: a Little Robot (1963)
- Rivets and Sprockets (1964)
- The Forgotten Door (1965) اُسی‌ال‌سی ۰۵۹۰۴۰۳۹۸۲
- Bolts: a Robot Dog (1966)
- Mystery of the Sassafras Chair (1968)
- Escape to Witch Mountain (1968) اُسی‌ال‌سی ۴۳۶۵۰۴
- The Golden Enemy (1969)
- The Incredible Tide (1970)
- Flight to the Lonesome Place (1971)
- The Strange White Doves (1972)
- The Preposterous Adventures of Swimmer (1973)
- The Magic Meadow (1975)
- Jagger, the Dog from Elsewhere (1976)
- The Sword of Aradel (1977)
- Return from Witch Mountain (1978) – by Key based on the Disney motion picture; screenplay by Malcolm Marmorstein, based on characters created by Key اُسی‌ال‌سی ۳۵۴۲۴۹۴
- The Case of the Vanishing Boy (1979)